# Új-szibériai-szigetek
Az Új-szibériai-szigetek Oroszországhoz tartozó lakatlan szigetcsoport a Jeges-tengerben az északi szélesség 73–76° között. Területe: 38 400 km². A szárazföldtől a Laptyev-szoros választja el. Legmagasabb pontja 374 m. Három szigetcsoport alkotja (De Long-szigetek, Anzsu-szigetek, Ljahov-szigetek). Földtörténeti ó- és középkori kőzetekből (mészkő, homokkő, és palák, gránit, bazalt) épülnek fel. Vastag, negyedidőszaki üledékek borítják. Éghajlata hideg övezeti tundra.
Pjotr Fjodorovics Anzsu, orosz tengerész térképezte fel. Középső szigetcsoportját róla nevezték el.